# Sid Castle
Sidney Ernest Rowland Castle, detto Sid (Basingstoke, 12 marzo 1892 – Basingstoke, 27 gennaio 1978) è stato un allenatore di calcio e calciatore inglese, di ruolo attaccante.

## Carriera
Ex attaccante di Tottenham, Charlton e Chelsea nel primo dopoguerra, nel dicembre 1927 sostituisce il connazionale Harold Rose sulla panchina dell'Ajax, portando i Lancieri alla vittoria del proprio girone e al terzo posto nel gruppo finale per il campionato, finendo dietro Heracles Almelo e NAC Breda e precedendo il Feyenoord. Nella stagione 1928-1929 vince nuovamente il primo gruppo e finisce secondo nel girone finale, preceduto dal Feyenoord. Col ritorno di Jack Reynolds ad Amsterdam, è costretto a lasciare l'incarico al tecnico inglese. In seguito allena per quattro anni a Zwolle – giunge secondo nel girone iniziale sia nel 1929 con lo ZAC sia nel 1931 con il PEC Zwolle – prima di guidare l'Heerenveen e il Meppeler Sport Club.

## Palmarès

### Giocatore

#### Competizioni regionali
- Hampshire League North Division: 1

Basingstoke Town: 1910-1911